# Asperitas inquinata
Espèce
Asperitas inquinata est une espèce d'escargots terrestres à respiration aérienne, un mollusque gastéropode de la famille des Dyakiidae. 

## Répartition
Cet escargot se trouve en Indonésie et à Bali, la sous-espèce A. inquinata penidae étant également présente sur l'île de Penida. 

## Liste des sous-espèces
Selon GBIF (3 mai 2023) :
- Asperitas inquinata babarensis B.Rensch, 1931
- Asperitas inquinata batudulangensis B.Rensch, 1931
- Asperitas inquinata inquinata (L.Pfeiffer, 1842)
- Asperitas inquinata penidae B.Rensch, 1938

## Systématique
Le nom valide complet (avec auteur) de ce taxon est Asperitas inquinata (L.Pfeiffer, 1842).
L'espèce a été initialement classée dans le genre Helix sous le protonyme Helix inquinata L.Pfeiffer, 1842.
Asperitas inquinata a pour synonymes :
- Helix inquinata Busch, 1842
- Helix inquinata L.Pfeiffer, 1842